# Arroyo Bizcocho
Der Arroyo Bizcocho ist ein Fluss in Uruguay.
Der zum Einzugsgebiet des Río Uruguay zählende Fluss entspringt unweit westsüdwestlich von Palmitas in der Cuchilla del Bizcocho. Von dort fließt er zunächst in nördliche, dann in westliche Richtung. Dabei unterquert er zunächst zweimal die Ruta 2, passiert den kartographisch verzeichneten Punkt Paso del Canario, unterführt die Ruta 21 und beim Paso del Membrillo die Ruta 96. Nach einer Änderung der Fließrichtung nach Südwesten mündet er schließlich westlich von Dolores und südlich von La Loma als rechtsseitiger Nebenfluss in den Río San Salvador.